# Ala Moana Center

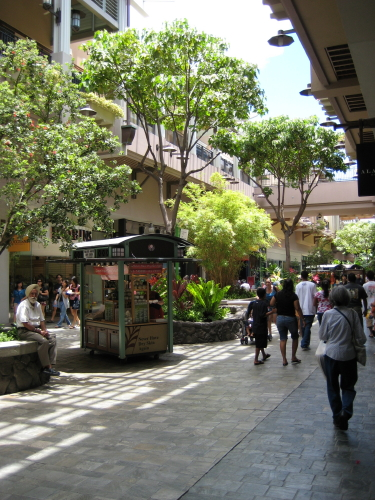
Ala Moana Center

Das Ala Moana Center ist das größte Freiluft-Einkaufszentrum der Welt in der Hauptstadt Honolulu im US-Bundesstaat Hawaii. 
Das im Jahr 1959 errichtete Einkaufszentrum kostete 25 Millionen US-Dollar und war bei seiner Fertigstellung bis zur Eröffnung der Mall of America das größte Einkaufszentrum der Vereinigten Staaten. Das Center hat 290 Geschäfte sowie einen der größten Food-Courts der Erde. Jedes Jahr wird das Ala Moana Center von 42 Millionen Menschen besucht.